# Albești, Ialomița
Albești este satul de reședință al comunei cu același nume din județul Ialomița, Muntenia, România. Se află în partea de sud a județului, în Câmpia Ialomiței.